# Comunas da Polônia
Comuna ou município (polonês: gmina, plural: gminy) é a principal unidade do nível mais baixo da divisão territorial na Polônia. Em 2004 havia 2 478 comunas. A palavra gmina é derivada da alemã Gemeinde, significando "comuna" ou "comunidade".
Desde 1990 a comuna tem sido a unidade básica da divisão administrativa. Há três tipos de comunas na Polônia:
1. comuna urbana (município) (gmina miejska) - composta por uma cidade
2. comuna urbano-rural (gmina miejsko-wiejska) - consiste de uma cidade e aldeias circunvizinhas
3. comuna rural (gmina wiejska) - consiste apenas de aldeias[2]

O Poder Legislativo de cada comuna é constituído pelo conselho da comuna (rada gminy), eleito em eleições gerais autônomas. O Poder Executivo é mantido pelo chefe da comuna: wójt (chefe da comuna rural), prefeito (burmistrz, chefe das comunas mistas e municipais) ou presidente (prezydent, chefe das comunas municipais com mais de 100 000 habitantes).